# 平岡なつ

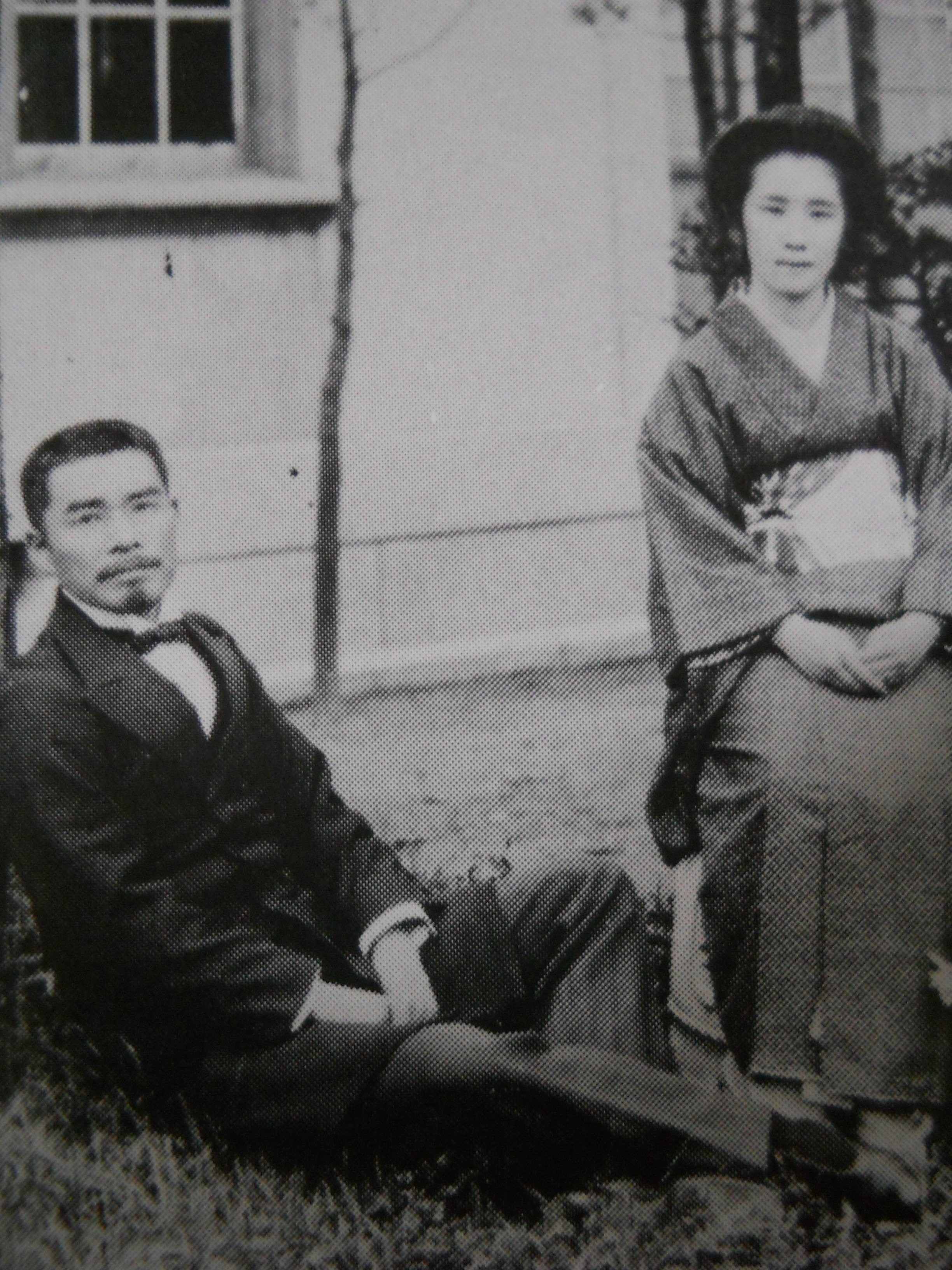
平岡定太郎となつ

平岡 なつ（ひらおか なつ、1876年〈明治9年〉6月27日 - 1939年〈昭和14年〉1月18日）は、内務官僚・平岡定太郎の妻。通称は夏子、または夏。戸籍名はなつ。東京府士族・大審院判事・永井岩之丞の長女。作家・三島由紀夫（本名：平岡公威）の父方の祖母にあたる。幼年時代の公威に影響を与えた。

## 生涯
1876年（明治9年）6月27日、父・永井岩之丞と、母・松平鷹（のちに高）との間に長女として生まれた。母・高は、常陸宍戸藩主・松平頼位と、新門辰五郎の姪にあたる側室（佐々木氏の娘）との間に生まれた三女である。
1888年（明治21年）、12歳で有栖川宮熾仁親王の屋敷に行儀見習いとして仕える。1893年（明治26年）11月27日に、17歳で平岡定太郎と結婚するまでの約5年間、有栖川宮に仕えた。1894年（明治27年）10月12日、定太郎との間に一人息子の梓を儲ける。
1924年（大正13年）に長男・梓が、橋倭文重（東京開成中学校の5代目校長・橋健三の次女）と結婚し、翌1925年（大正14年）1月14日、息子夫婦の間に長男・公威が誕生。49歳の夏子は、初孫の生まれた49日目に、「二階で赤ん坊を育てるのは危険だ」という口実の下、公威を両親から奪い自室で育て始める。嫁の倭文重が授乳する際も、夏子が時間を計ったという。
坐骨神経痛の痛みで臥せっていることが多い夏子は、家族の中でヒステリックな振舞いに及ぶこともたびたびだった。車や鉄砲などの音の出る玩具は御法度で、公威に外での男の子らしい遊びを禁じた。遊び相手は女の子を選び、女言葉を使わせたという。公威を「小虎」、「小虎ちゃん」と呼び、溺愛した。1930年(昭和5年）1月、5歳の公威は自家中毒に罹り、死の一歩手前までいった。病弱な公威に対し、夏子は食事やおやつを厳しく制限し、貴族趣味を含む過保護な教育を行った。また、夏子は、歌舞伎や能、泉鏡花などの小説を好み、後年の公威の小説家および劇作家としての作家的素養を培った。
1937年（昭和12年）4月、公威が学習院中等科に進み、両親の転居に伴い、夏子のもとを離れる。
1939年（昭和14年）1月18日、潰瘍出血のため小石川区駕籠町（現・文京区本駒込）の山川内科医院で死去（享年62）。

## 人物
夏子は幼少の頃から癇症であったという。生活環境が変れば、気持も落ち着くはずと、有栖川宮家へ行儀見習いに5年間預けられたとされる。
夏子の弟・大屋敦（元住友本社理事、日銀政策委員）は、「私の履歴書」（日本経済新聞 1964年に連載）の中で以下のように語っている。
夫の平岡定太郎との夫婦仲については、『月刊噂』1972年8月号に掲載された「三島由紀夫の無視された家系」よれば、以下のように解説されている。
また、長男の平岡梓は両親の不仲の要因について自著にて以下のように語っている。
越次倶子は、「なつの生まれながらの癇症が、自分をかえりみてくれなかった夫定太郎への憎しみへと移り、やがて三島への偏愛となった」という見解を示している。
野坂昭如は、行儀見習いに行っていた間の夏子のことを想像し、夏子がその時の体験を孫の三島に語っていたのではないかと以下のように推察している。

## 家族・親族

### 永井家
- 父・岩之丞（東京府士族・大審院判事）
- 母・高（松平頼位の三女）
  - 高は、松平頼位を父に、松平頼徳の妹として、安政4年（1857年）8月13日）に生まれた。父・松平頼位の側室であった母は佐々木氏の娘で、新門辰五郎の姪である。高は大正12年（1923年）9月18日に死去。享年68。
  - 夏子の弟・大屋敦は母・高について以下のように語っている[9]。

- また、祖母・佐藤糸（高の母）については、「母（高）には生母がいた。戸籍上の母でなく、生みの親ということである。当時の社会ではそういうことがありがちで、第二夫人だったわけだ。この生母つまり私の実の祖母は芝居茶屋の娘であったとのこと。私は生前会った記憶がある。たいへん美しいおばあさんだった。この祖母は新門辰五郎の姪であった由であるから、私も新門辰五郎の血をいくらかひいていると言えそうだ｣と大屋は語っている。
- 三島由紀夫は、夏子の伯父・松平頼安（高の兄）を登場させた短編『好色』を1948年（昭和23年）に書いているが、その中で高について、「頼安の妹の高姫は美しくて豪毅な女性だつた。写真で見る晩年の面影からも、眉のあたりの勝気なさはやかな感じと、秀でた鼻と、小さなつつましい形のよい口とが、微妙で雅趣のある調和を示してゐる。そこには封建時代の女性に特有なストイックな清冽さに充ちた稍々非情な美が見られるのである」と描写している。

- 兄・壮吉（海軍中佐）
- 弟・亨（経済学博士、人口問題研究所所長）、啓（第一銀行監査役）、繁（東洋リノリューム社長）、敦（住友本社理事。日銀政策委員）、急逝した五男（京都三高の学生時、スペイン風邪で死去）
- 妹・鐘、愛、千恵（電波研究所長・横山英太郎に嫁ぐ）、清子、文子

### 平岡家
- 夫・定太郎（内務官僚。第3代・樺太庁長官。第17代・福島県知事）
- 長男・梓（農商務官僚）
- 孫・公威（作家）、美津子、千之（外交官）